# Ahmad Jaafar Raed
Ahmad Jaafar Raed (persisch جعفر رائد; bl. 1972–1994) war ein iranischer Diplomat und Verleger.
Er besuchte die Ohio State University.

## Werdegang
Er trat in den auswärtigen Dienst der Pahlavi-Dynastie.
Von 19. Januar 1972 bis April 1979 war er Botschafter in Dschidda sowie zeitgleich auch in Sanaa akkreditiert.
Zur Zeit der Islamischen Revolution emigrierte er nach London. 1980 gründete er hier das Centre for Arab and Iranian Studies welches mit dem Monatsmagazin persisch روزگار نو„Rouzegar-e Now“,
die Kultur der Klatschreportege als Mittel der Öffentlichkeitsarbeit für die Dynastie der Saud belebte.
Den Verlag von „Rouzegar-e Now“, teilte er sich bald mit dem kaiserlichen Kulturattaché Esmail Pourvali in Paris, wo 1996 die Auflösung des Unternehmens bekanntgemacht wurde.